# Comina (Friuli-Venezia Giulia)
 La Comina è un'area prevalentemente agricola situata tra la periferia nord di Pordenone e i comuni di Roveredo in Piano, San Quirino e Cordenons.
Il 7 agosto 1910 vi fu fondata la prima scuola di aviazione civile italiana che venne presto rilevata dal Regio Esercito che nel frattempo aveva realizzato ad Aviano, a breve distanza dalla Comina, un altro campo di aviazione. 
Dall'agosto 1915 era la sede in zona di guerra della 1ª Squadriglia Caproni fino al 31 ottobre 1917, dal 17 ottobre 1915 della 3ª Squadriglia fino al 2 novembre, dal 1 febbraio 1916 della 2ª Squadriglia caccia fino al 2 marzo, dal 5 aprile 1916 della 8ª Squadriglia per l'artiglieria che dal 15 aprile diventa 48ª Squadriglia fino al 30 aprile, dal 26 aprile 1916 della 8ª Squadriglia fino al 2 novembre 1917, dall'ottobre 1916 della 13ª Squadriglia fino al 31 ottobre 1917, dal maggio 1917 del IV Gruppo (poi 4º Gruppo volo) fino al dicembre 1917 e dal 23 maggio 1917 della 5ª Squadriglia fino al 1º giugno.
Dopo la Battaglia di Caporetto viene occupato dagli austriaci. Dal dicembre 1918 era la sede del XII Gruppo (poi 12º Gruppo caccia) fino all'aprile 1919. Il campo di Aviano diventò poi l'Aeroporto militare di Aviano "M. Pagliano e L. Gori", utilizzato dall'USAF; in Comina si trovano un aerocampo per uso civile ed una scuola di volo.